# Жиинбая
Жиинба́я (каз. Жиынбай) — село у складі Тюлькубаського району Туркестанської області Казахстану. Входить до складу Кельтемашатського сільського округу.
До 2007 року село називалось Димитрово.
Населення — 803 особи (2021; 888 у 2009, 658 у 1999, 674 у 1989).